# Coprinellus impatiens
Coprinellus impatiens är en svampart som först beskrevs av Elias Fries, och fick sitt nu gällande namn av Jakob Emanuel Lange 1938. Coprinellus impatiens ingår i släktet Coprinellus och familjen Psathyrellaceae.  Arten är reproducerande i Sverige. Inga underarter finns listade i Catalogue of Life.

## Källor

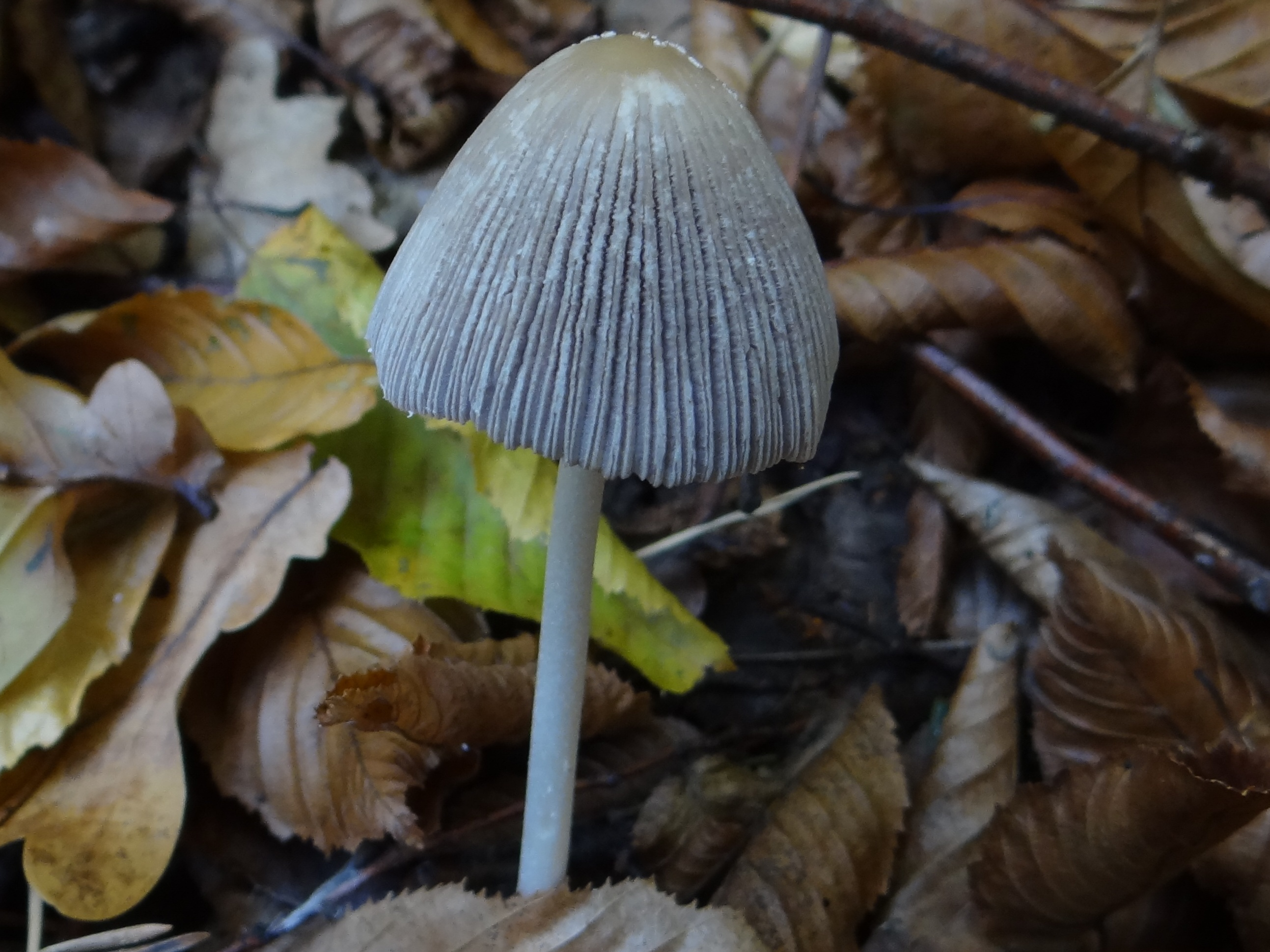
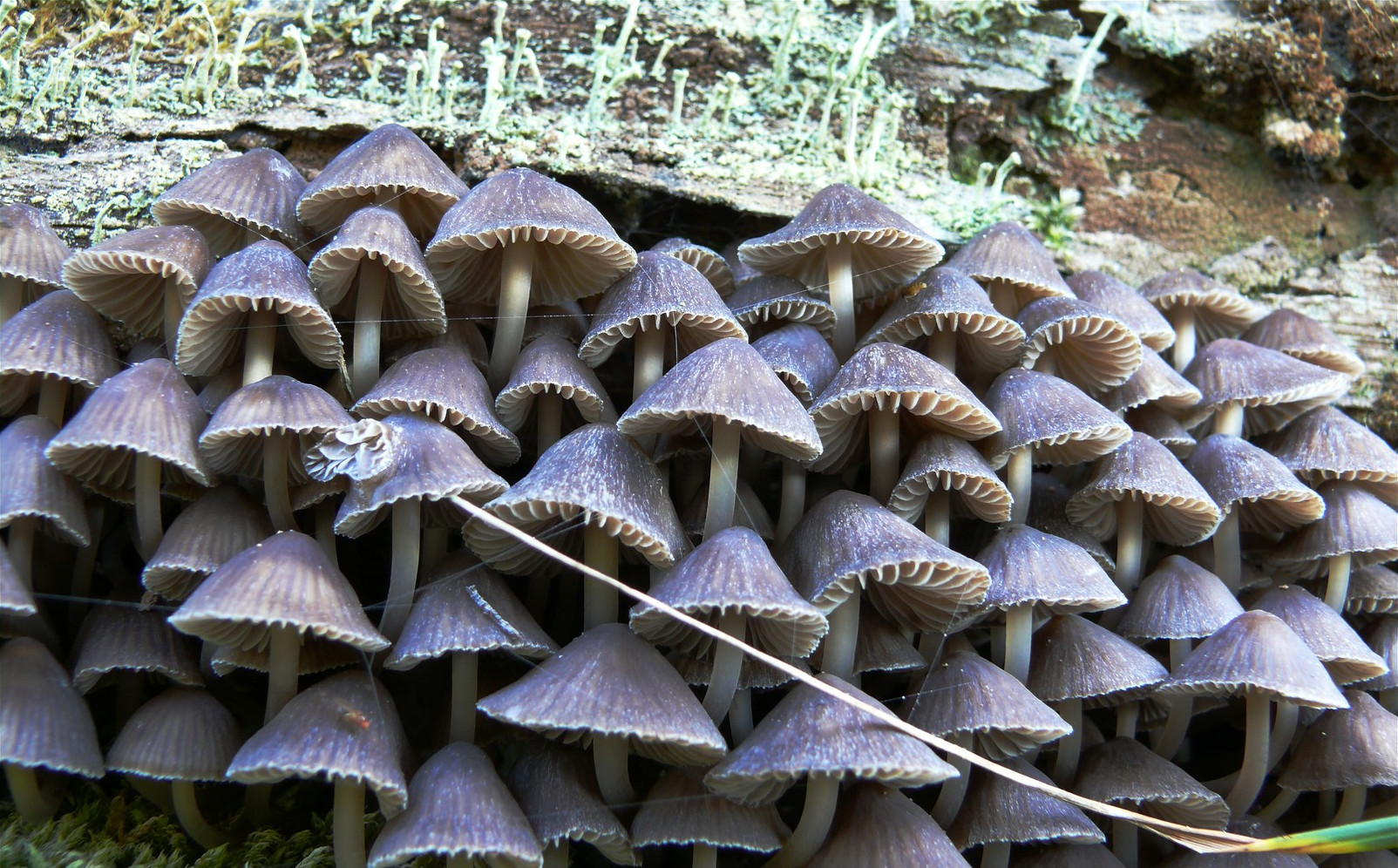